# Trawleryacht

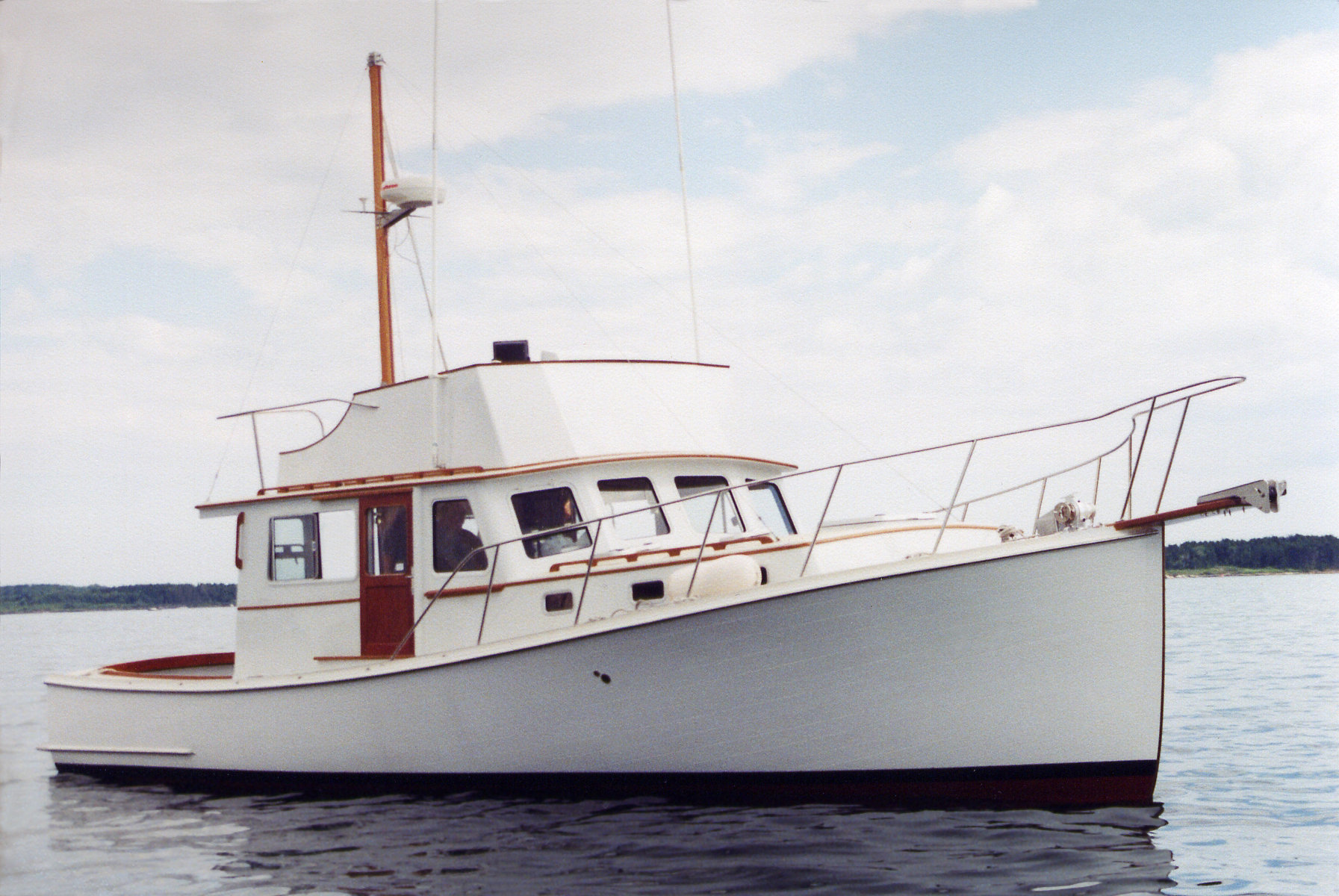
Anfangsdesign

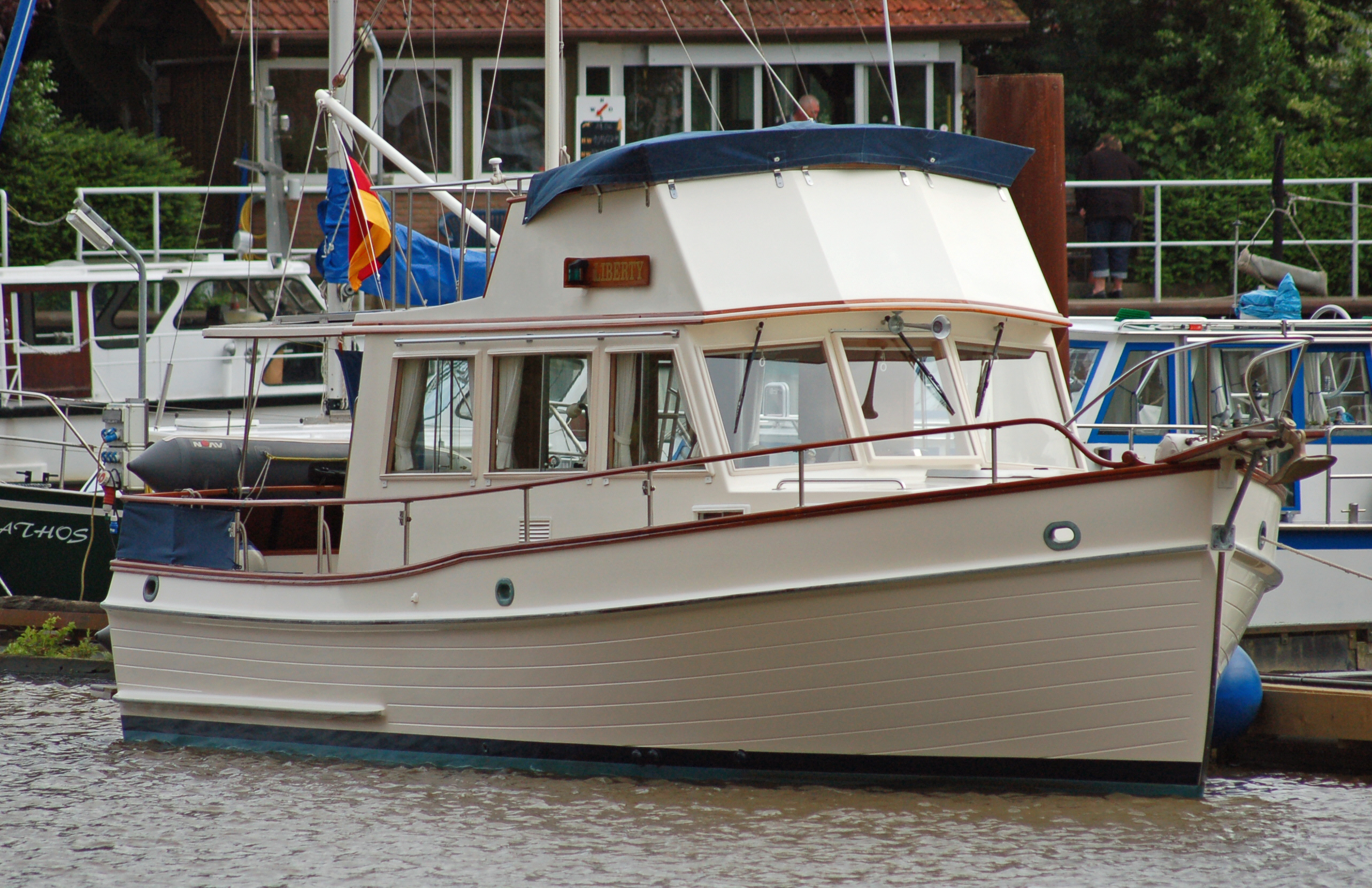
Klassisches Design

Als Trawleryacht werden Motoryachten bezeichnet, die Ähnlichkeiten zu den Trawlern der Hochseefischerei haben.
Die ersten Boote dieses Typs wurden in den 1960er Jahren von American Marine entworfen. Sie wurden zunächst aus Holz mit hohem Freibord und konventionellem Spiegelheck gebaut. Kennzeichnend für die Trawleryachten sind bis heute das Platzangebot, die Seetüchtigkeit, die guten Manövriereigenschaften und der große Aktionsradius in Verbindung mit dem dieselmechanischen Antrieb.
Aufgrund der großen Nachfrage begannen gleich mehrere Werften mit der serienmäßigen Produktion, z. B. in Hamburg mit dem ElbTrawler 1095.
Die Trawleryachten werden mittlerweile überwiegend aus glasfaserverstärktem Kunststoff, mitunter aber auch aus Stahl oder Aluminium hergestellt. Die modernen Boote haben eine Flybridge sowie einen Salon und mindestens zwei Kabinen mit Mobiliar aus edlen Hölzern.
Eine Variante dieser eigentlich klassischen Verdränger sind Trawleryachten mit stärkerer Doppelmotorisierung und modifiziertem Schiffsrumpf für höhere Geschwindigkeiten.